# Грозовое (Васильевский район)
Грозовое (укр. Грозове) — село,
Широковский сельский совет,
Васильевский район,
Запорожская область,
Украина.
Код КОАТУУ — 2320988803. Население по переписи 2001 года составляло 147 человек.

## Географическое положение
Село Грозовое находится на расстоянии в 3 км от села Жеребянки.
Рядом протекает пересыхающий ручей с запрудой.

## История
- 1914 год — дата основания как село Розенгоф.
- 1945 год — переименовано в село Грозовое.